# Кодът
„Кодът“ (на английски: Thick as Thieves/The Code) е американско-германски екшън трилър от 2009 година на режисьора Мими Ледър, с участието на Морган Фрийман, Антонио Бандерас и Рада Мичъл. Филмът е издаден директно на DVD на 17 април 2009 г. в САЩ и на 18 октомври 2010 г. в Германия. Сниман е първоначално в Ню Йорк, а след това отчасти в София, България, в киноцентър Ню Бояна. В него участват и много български актьори - Атанас Сребрев, Иван Петрушинов, Мариане Станчева, Асен Блатечки и други.